# Peter Düttmann
Peter Düttmann (23 de maio de 1923 - 9 de janeiro de 2001) foi um piloto alemão da Luftwaffe durante a Segunda Guerra Mundial. Voou 398 missões de combate, nas quais abateu 152 aeronaves inimigas, o que fez dele um ás da aviação.

## Condecorações
- Cruz de Ferro (1939)
  - 2ª classe (6 de agosto de 1943)
  - 1ª classe (25 de agosto de 1943)
- Distintivo de Voo do Fronte da Luftwaffe em Ouro (17 de agosto de 1943)
- Troféu de Honra da Luftwaffe (8 de fevereiro de 1944)
- Cruz Germânica em Ouro (15 de abril de 1944) como Fahnenjunker-Feldwebel no 5./JG 52
- Cruz de Cavaleiro da Cruz de Ferro (9 de junho de 1944) como Leutnant e piloto no 5./JG 52